# ديليا ديربيشاير
ديليا ديربيشاير (بالإنجليزية: Delia Derbyshire)‏ (و. 1937 – 2001 م) هي ملحنة، ومهندسة، ومؤلفة موسيقى تصويرية، وموسيقية إلكترونية بريطانية، ولدت في كوفنتري، توفيت في نورثامبتون، عن عمر يناهز 64 عاماً، بسبب قصور كلوي.

## السيرة شخصية

### حياتها المبكرة
وُلدت ديربيشاير في كوفنتري، كان والدها إدوارد ديربيشاير عاملاً في التعدين، وكان لديها أخ واحد وأخت توفيت وهي شابة، توفي والدها عام 1965 وأمها عام 1994.
غادرت ديربيشاير كوفنتري خلال الحرب العالمية الثانية عام 1940، واستقرت في بريستون مع عائلتها ولا يزال معظم أقاربها الباقين على قيد الحياة يعيشون في تلك المنطقة. أظهرت ديربيشاير تميزاً كبيراً منذ نعومة أظافرها ففي سن الرابعة كانت تساعد زملاءها على القراءة والكتابة في المدرسة الابتدائية، اشترى لها والداها بيانو عندما كانت في الثامنة من عمرها، وتعلمت الموسيقى من عام 1948 إلى عام 1956، نتيجة تميز ديربيشاير المُبكر تلقت منح قبول في كلٍّ من جامعتي أكسفورد وكامبريدج العريقتين، وهو الأمر الذي كان رائعاً بالنسبة لفتاة من الطبقة المتوسطة في الخمسينيات، إذ لم يتجاوز عدد الطالبات حينها 10% فقط من مجمل العدد الكلي لطلاب الجامعات، حصلت ديربيشاير على منحة لدراسة الرياضيات في كلية غيرتون - كامبريدج، وبعد عام واحد في كامبريدج تحولت إلى الموسيقى، وتخرجت في عام 1959 مع درجة البكالوريوس في الرياضيات والموسيقى، وتخصصت بتاريخ الموسيقى في العصور الوسطى والحديثة.
تقدمت ديربيشاير بعد التخرج بطلب للعمل في شركة ديكا للتسجيلات، لكنها لم تُقبل وقتها لأنَّ هذه الشركة لا توظف النساء في استوديوهات التسجيل الخاصة بها. عملت ديربيشاير بدلاً من ذلك في الأمم المتحدة في جنيف، حيث قامت بتدريس البيانو لأطفال القنصل العام البريطاني والرياضيات لأطفال الدبلوماسيين الكنديين. ثم عملت بعد ذلك كمساعدة لجيرالد غروس رئيس مؤتمرات المندوبين المفوضين والإداريين العامين في الاتحاد الدولي للاتصالات. عادت ديربيشاير إلى كوفنتري وعملت من يناير إلى أبريل من العام 1960 في تدريس مواد عامة في مدرسة ابتدائية هناك، ثم ذهبت إلى لندن حيث عملت من مايو إلى أكتوبر من نفس العام في قسم الترويج لعدد من الموسيقيين.

### ورشات العمل في هيئة الإذاعة البريطانية
انضمت ديربيشاير إلى هيئة الإذاعة البريطانية في نوفمبر 1960 كمدرّسة مساعدة في الاستوديو، وعملت في برنامج ريكورد ريفيو وهو برنامج لاستعرض تسجيلات الموسيقى الكلاسيكية. تنقلت بعدها في عدد من برامج الإذاعة حتى تمكنت أخيراً من العمل في البرنامج الرئيسي للإذاعة عام 1962، واستمرت في تلحين الموسيقى وهندسة المؤثرات الصوتية هناك لمدة 11 عاماً لنحو 200 برنامج إذاعي وتلفزيوني.
ساعدت ديربيشاير الملحن لوسيانو بيريو في أغسطس 1962 في معسكر صيفي لأسبوعين في دارتينغتون هول، بعد عامٍ من ذلك ظهر أحد أكثر أعمالها شهرة في سلسلة «دكتور هو»، وبفضل هذا النجاح منقطع النظير استمرت في العمل في الأجزاء السبعة عشر الأولى من السلسلة والتي عرضت بين أعوام 1963 و 1980.
تعاونت ديربيشاير كذلك مع الفنان والكاتب المسرحي البريطاني باري بيرمانغ في الفترة ما بين 1963 - 1964 في تنفيذ أحد البرامج المبتكرة لهيئة الإذاعة البريطانية، والذي يُقدم مجموعة من الناس يتحدثون عن أحلامهم.

### السنوات اللاحقة
عملت ديربيشاير بعد مسيرتها الموسيقية الحافلة كمشرفة على راديو لإحدى الشركات البريطانية. تزوجت من ديفيد هانتر في أواخر عام 1974 وهو شاب من الطبقة العاملة، ولكنَّ زواجهما كان قصيراً وكارثياً، نشأت علاقة قصيرة كذلك بينها وبين الفنان الصيني لي يوان تشيا، وفي عام 1978 عادت إلى لندن والتقت هناك كلايف بلاكبيرن، اشترت ديربيشاير منزلاً في نورثامبتون وتزوجت بلاكبيرن وبقي الزوجان معاً لبقية حياتهما.
لم تتوقف ديربيشاير عن كتابة الموسيقى أبداً، ولكنها ببساطة رفضت المساومة على قطعها الموسيقية، وفي عام 2001 عادت إلى الموسيقى وعملت مجدداً في مجال الهندسة الصوتية، وشاركت في تلحين عدد من الأغاني لفنانين كبار.
كانت سنوات ديربيشاير الأخيرة فوضوية بسبب إدمانها المزمن على الكحول، وتوفيت بسبب القصور الكلوي عن عمرٍ يناهز 64 عاماً في يوليو من العام 2001.

## أرشيفها
عُثر في منزل ديربيشاير بعد وفاتها على مئات القطع الموسيقية من تأليفها، وكُلف مارك أيريس من هيئة الإذاعة البريطانية عام 2007 بترقيم هذه القطع وإخراجها، ولكن لم يُنشر أيّ منها بسبب الصعوبات المتعلقة بحقوق النشر، وفي عام 2010 حصلت جامعة مانشستر على مجموعة من المقالات والقطع الأثرية لديربيشاير، وما تزال الجامعة تحتفظ بهذه المجموعة في مكتبة جون ريلاندز في مانشستر.

## المسرحيات والأفلام الوثائقية عنها
بثَّت إذاعة بي بي سي في عام 2002 أربع مسرحيات إذاعية تحكي قصة ديربيشاير وتُخلد أعمالها الموسيقية الرائدة، كتب هذه المسرحيات مارتن واد وقامت الممثلة صوفي طومسون بلعب دور دوربيشاير فيها. استضاف مسرح ترون في غلاسكو في أكتوبر مسرحية عن ديربيشاير كتبها نيكولا مكارتني وسجلها بيبا مورفي وأخرجتها كاثين مورلي.
أصدرت المخرجة الكندية كارا بليك في عام 2009 فيلماً وثائقياً قصيراً عن ديربيشاير، فاز هذا الفيلم بجائزة جيني لأفضل فيلم وثائقي قصير في عام 2010، وفي عام 2013 عرضت هيئة الإذاعة البريطانية  فيلماً تلفزيونياً مصوراً يصف التحضيرات الأولى وكواليس سلسلة «دكتور هو» عام 1963، أطلق على هذا الفيلم مغامرة في الفضاء والزمن كجزء من الاحتفالات بالذكرى السنوية الخمسين للبرنامج، وظهرت ديربيشاير كشخصية رئيسية في العمل، ومثلتها سارة وينتر.
أنتجت شركة نوكتيوم في كوفنتري مسرحية تستعرض أعمال ديربيشاير وحياتها، وعرضت هذ المسرحية في مهرجان إدنبرة الدولي عام 2018.

## التكريم
أطلقت مدينة كوفنتري اسم ديربيشاير على أحد شوارعها في نوفمبر 2016 تكريماً لها.
مُنحت ديربيشاير في 20 نوفمبر 2017 شهادة الدكتوراه الفخرية بعد وفاتها لمساهماتها الرائدة في الموسيقى الإلكترونية من قبل جامعة كوفنتري، والتي أقامت أيضاً لوحة تكريم لديربيشاير في مبنى إلين تيري.

## وصلات خارجية
- ديليا ديربيشاير على موقع IMDb (الإنجليزية)
- ديليا ديربيشاير على موقع ميوزك برينز (الإنجليزية)
- ديليا ديربيشاير على موقع إن إن دي بي (الإنجليزية)
- ديليا ديربيشاير على موقع أول ميوزيك (الإنجليزية)
- ديليا ديربيشاير على موقع ديسكوغز (الإنجليزية)
- ديليا ديربيشاير على موقع قاعدة بيانات الفيلم (الإنجليزية)

- ديليا ديربيشاير في قاعدة بيانات الأفلام على الإنترنت